# Хамад, Тадж
Тадж Хамад (англ. Tajeldin Hamad) — американский общественный деятель суданского происхождения, руководитель Всемирной ассоциации неправительственных организаций, активист в области межрелигиозных связей.

## Образование
Хамад окончил Университет здравоохранения в 1973 году и Теологическую семинарию объединения (Бэрритаун, Нью-Йорк, США) в 1984 году.

## Карьера
Тадж Хамад — генеральный секретарь Всемирной ассоциации неправительственных организаций с 2001 года, ранее занимал должность директора Отдела общественной информации о неправительственных организациях в ООН. До него должность генсека ВАНПО занимал предшественник Д-р Валли Ндоу, бывший заместитель генерального секретаря ООН и генсек Хабитат II (англ. Habitat II). В этой должности Хамад занимался продвижения диалога как способа разрешения межнациональных и межрелигиозных конфликтов. В 2005 году Хамад провел встречу с вице-президентом Тайваня Анеттой Лю по перспективам создания Демократического тихоокеанского союза (DPU). В 2019 году Хамад выступил на 14 Глобальном форуме по населенным пунктам в штаб-квартире Организации Объединенных Наций в Аддис-Абебе.

Хамад также занимал должность исполнительного директора «Семинара по межрелигиозному лидерству» (англ. Interreligious Leadership Seminar), исполнительного директора «Межконфессиональных христиан за единство и социальное действие» (англ. Interdenominational Christians for Unity and Social Action) и был организационным председателем конференций «Саммита мировых мусульманских лидеров» (англ. Summit of World Muslim Leaders), проводимых на Ближнем Востоке. Он также является председателем «Ближневосточного альянса за мир во всем мире» (англ. Middle East Alliance for World Peace). 

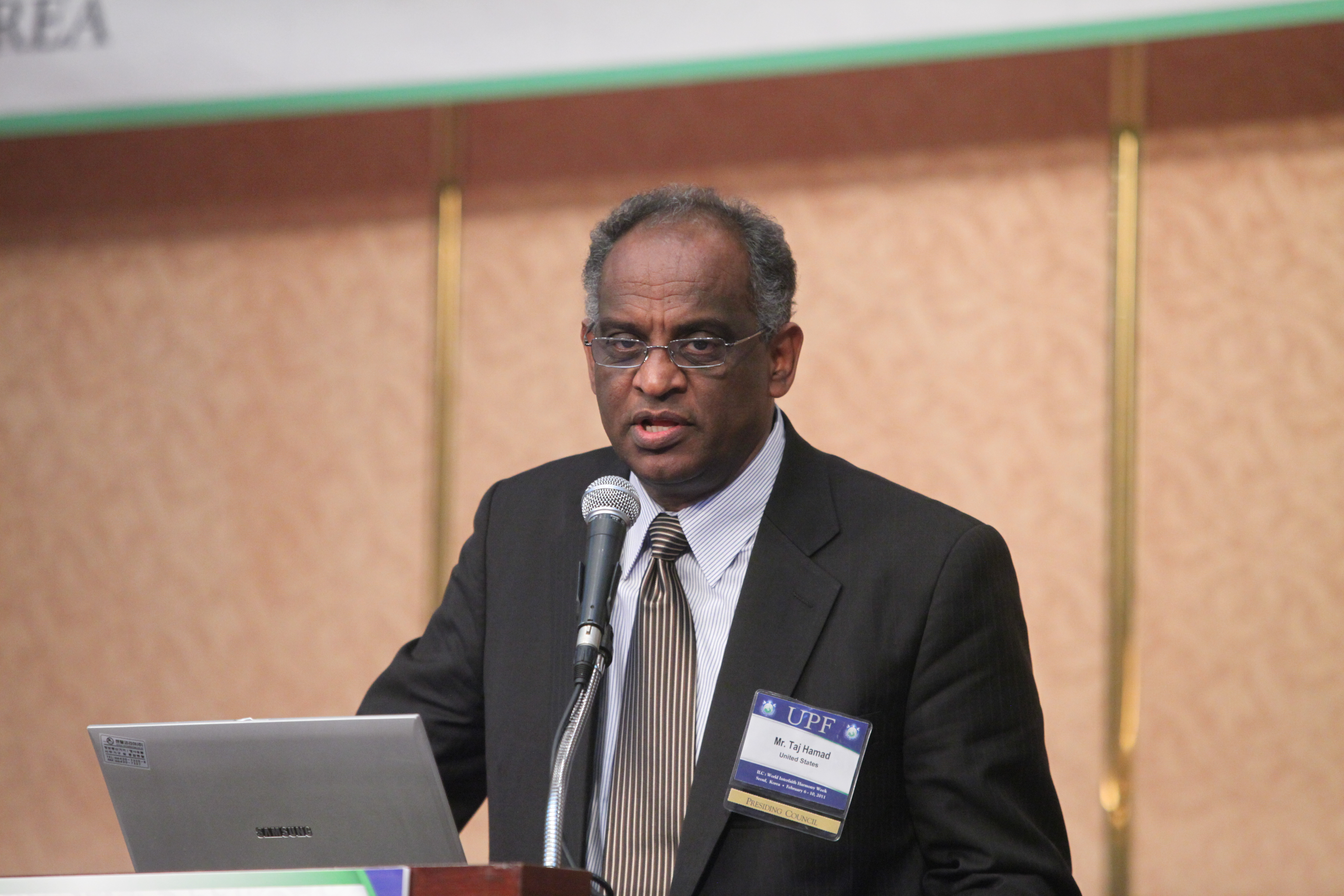
Тадж Хамад, Неделя межрелигиозной гармонии, Федерация за всеобщий мир, Сеул, 6-10 февраля 2011 года

## Общественная деятельность
В 2005 году Хамада принимала Вице-президент Тайваня Аннет Лу и он заручился её поддержкой для проведения различных программ ВАНПО и Глобального фестиваля мира (имеющего связь с ВАНПО) в Тайбэе, где Лу принимала участие. Аннет Лу также является Послом мира от Федерации за всеобщий мир, аффилированной организации ВАНПО. В качестве представителя Федерации за всеобщий мир Хамад участвовал в межрелигиозных мероприятиях ООН. 

## Награды
Хамад получил ряд наград, включая почетную докторскую степень Технического института библейских исследований (англ. Technical Institute of Biblical Studies) в 1990 году, Медаль «Симург» (2004 год, Ассоциация азербайджанской культуры «Симург», Азербайджан).

## Публикации
Хамад является соредактором книг «Culture of Responsibility and the Role of NGOs» (Paragon House 2003), «Islam and the Future of World Peace» (Paragon House 2001) и «State of the Muslim World Today» (Paragon House 2003). Так же он выступил соавтором книги Beyond the Trauma Vortex Into the Healing Vortex: A Guide for Diplomats and NGOs (SP Turner Group, 2009).